# Anna Filbey
Anna Marie Filbey (Hillingdon, 11 ottobre 1999) è una calciatrice britannica, centrocampista della nazionale gallese.

## Palmarès

### Club
- Campionato inglese di seconda divisione: 1

Crystal Palace: 2023-2024
- FA Women's League Cup: 1

Arsenal: 2017-2018